# Tijucella
Tijucella is een geslacht van rechtvleugeligen uit de familie veldsprinkhanen (Acrididae). De wetenschappelijke naam van dit geslacht is voor het eerst geldig gepubliceerd in 1979 door Amédégnato & Descamps.

## Soorten
Het geslacht Tijucella  is monotypisch en omvat slechts de volgende soort:
- Tijucella polychroma (Amédégnato & Descamps, 1979)